# Jerker Lysell
Jerker Lysell (* 27. dubna 1989 Freluga) je švédský reprezentant a Akademický Mistr světa v orientačním běhu z roku 2010. Mezi jeho největší úspěchy patří již zmiňovaná zlatá medaile ze sprintu na akademickém mistrovství světa 2010 ve švédském Borlänge. V současnosti žije ve švédském městě Borlänge a běhá za švédský klub Rehns BK. Mistr světa ve sprintu z roku 2016 a sprintových štafetách z roku 2017.

## Sportovní kariéra
| Přehled úspěchů na Mistrovství světa juniorů | Přehled úspěchů na Mistrovství světa juniorů | Přehled úspěchů na Mistrovství světa juniorů | Přehled úspěchů na Mistrovství světa juniorů | Přehled úspěchů na Mistrovství světa juniorů |
| Mistrovství světa juniorů                    | Sprint                                       | Middle                                       | Long                                         | Štafety                                      |
| -------------------------------------------- | -------------------------------------------- | -------------------------------------------- | -------------------------------------------- | -------------------------------------------- |
| Göteborg 2008                                | 9. místo                                     | 37. místo                                    | 101. místo                                   | X                                            |
| San Martino 2009                             | 26. místo                                    | 33. místo                                    | 28. místo                                    | X                                            |

| Přehled úspěchů na Mistrovství světa | Přehled úspěchů na Mistrovství světa | Přehled úspěchů na Mistrovství světa | Přehled úspěchů na Mistrovství světa | Přehled úspěchů na Mistrovství světa |
| Mistrovství světa                    | Sprint                               | Middle                               | Long                                 | Štafety                              |
| ------------------------------------ | ------------------------------------ | ------------------------------------ | ------------------------------------ | ------------------------------------ |
| Trondheim 2010                       | 11. místo                            | X                                    | X                                    | X                                    |